# Junkers Ju 390
Junkers Ju 390 je bilo načrtovano šestmotorno transportno letalo, ki bi bilo uporabno tudi kot bombnik ali mornariško patruljno letalo. Ju 390 so razvili med drugo svetovno vojno na podlagi Ju 290. Ju 390 je bil eno izmed največjih nemških letal druge svetovne vojne. Zgradili so samo dva prototipa. 

## Specifikacije (Ju 390 V1)
Splošne karakteristike
- Posadka: 10
- Dolžina: 34,20 m (112 ft 2 in)
- Razpon kril: 50,30 m (165 ft 1 in)
- Višina: 6,89 m (22 ft 7 in)
- Površina kril: 254 m² (2730 ft²)
- Teža praznega letala: 39500 kg (87100 lb)
- Naložena teža: 53112 kg (117092 lb)
- Maks. vzletna teža: 75500 kg (166400 lb)
- Pogon letala: 6 ×  radialni motor BMW 801G-2, 1250 kW (1700 KM)  vsak

 Zmogljivost 
- Maks. hitrost: 505 km/h (314 mph)
- Doseg: 9700 km (6030 milj)
- Višina leta: 6000 m (19700 ft)
- Obremenitev kril: 209 kg/m² (42,8 lb/ft²)
- Razmerje moč/teža: 0,17 kW/kg (0,10 KM/lb)

Oborožitev

- Strelno orožje: 

  - 2 × 20 mm MG 151 topova v hrbtni kupoli
  - 1 × 20 mm MG 151/20 v repu
  - 2 × 13 mm (.51 in) MG 131 strojnice pri straneh
  - 2 × 13 mm (.51 in) MG 131 v gondoli